# Дроздово (Славенський повіт)
Дроздово (пол. Drozdowo) — село в Польщі, у гміні Дарлово Славенського повіту Західнопоморського воєводства.
У 1975-1998 роках село належало до Кошалінського воєводства.